# Comtat de Butte (Idaho)
El Comtat de Butte és un comtat ubicat a l'estat d'Idaho, als Estats Units. Es va fundar el 1917, i la capital i principal ciutat és Arco. El 2010, tenia 2.891 habitants.
La seua superfície és de 5.785 km², dels quals només un 0,03% correspon a aigües interiors. En aquest comtat se situa el Riu Little Lost, el qual junt el Riu Big Lost, nodreixen l'aqüifer subterrani de la plana del riu Snake. El seu nom prové dels butte, una formació rocosa molt típica de diverses zones de l'oest dels Estats Units d'Amèrica i que s'hi caracteritza per ser turons aïllats, amb faldes molt pronunciades i cims plans. El més gran és el Big Southern Butte, que com la seua denominació indica, es troba al sud de l'estat i fa una altura de 760 metres sobre el desert.
A l'àrea sud-oest del comtat hi ha el centre de visitants del Craters of the Moon National Monument and Preserve (Monument i reserva nacional dels cràters lunars), que comparteix amb altres tres comtats veïns. A la regió també hi ha part de la Caribou-Targhee National Forest i la Salmon-Challis National Forest.

## Ciutats i pobles
- Arco
- Butte City
- Darlington
- Howe
- Moore